# 陈庆真
陳慶真（1829年—1851年），清代福建廈門禾山店前（今殿前）村人。
道光九年（1829年）生於英属新加坡，少時即參加天地會。曾與同鄉灌口人王泉合資在暹羅（今泰國）與廣東間貿易。因經營不善，返回厦门，在怡和洋行任通事。
道光三十年（1850年），陳慶真在廈門將民間團體小刀會改為天地會的分支，後傳入江南上海等地。成員包括農民、遊民、商人、手工藝者等，制定纪律：“不许抢掠商民，不许奸淫妇女，不许徇私舞弊”，“不准恃强凌弱，不准持众欺寡，不准曲理袒亲，不准假公济私”等。
咸丰元年（1851年）三月二十二日，闽浙总督裕泰奏折说明。漳州府查会匪，兴泉永道道员张熙宇查获陳慶真，以及在陳慶真屋内闲坐的周德等三人。正在讯问时，英国驻厦门领事苏哩文以陳慶真生于英属新加坡为英国国民，向张熙宇强索。张熙宇不愿交出，“随将陳慶真重责垂毙，与周德等三人”交苏哩文收领。后，苏哇文发来照会，告之陳慶真死亡，双方再进行交涉:553。